# Demmerahöhi
Demmerahöhi är en bergspass i Liechtenstein nära gränsen till Schweiz. Den ligger i den södra delen av landet, 10 km sydost om huvudstaden Vaduz. Demmerahöhi ligger 2 245 meter över havet. Passet går mellan topparna Hinter-Grauspitz och Plasteikopf.